# 革质鳞盖蕨
革质鳞盖蕨（学名：Microlepia crassa）为姬蕨科鳞盖蕨属下的一个种。

## 扩展阅读
- 維基物種上的相關：革质鳞盖蕨